# René Hamel
René Nicolas Adrien Hamel (ur. 14 października 1902 w Paryżu, zm. 7 listopada 1992 w Gouvieux) – francuski kolarz szosowy, dwukrotny medalista olimpijski.

## Kariera
Największe sukcesy w karierze René Hamel osiągnął w 1924 roku, kiedy zdobył dwa medale podczas igrzysk olimpijskich w Paryżu. Wspólnie z Armandem Blanchonnetem i Georges’em Wambstem zdobył złoty medal w drużynowej jeździe na czas. Na tych samych igrzyskach zdobył ponadto brązowy medal w rywalizacji indywidualnej, ulegając jedynie Blanchonnetowi oraz Belgowi Henriemu Hoevenaersowi. Dwukrotnie wystartował w Tour de France: w 1927 roku wycofał się podczas siódmego etapu, a rok później zajął 32. miejsce w klasyfikacji generalnej. Nigdy nie zdobył medalu na szosowych mistrzostwach świata.